# Villemur-sur-Tarn
Villemur-sur-Tarn is een gemeente in het Franse departement Haute-Garonne (regio Occitanie). De plaats maakt deel uit van het arrondissement Toulouse. Villemur-sur-Tarn telde op 1 januari 2022 6.235 inwoners.

## Geografie
De oppervlakte van Villemur-sur-Tarn bedroeg op 1 januari 2022 46,57 vierkante kilometer; de bevolkingsdichtheid was toen 133,9 inwoners per km².

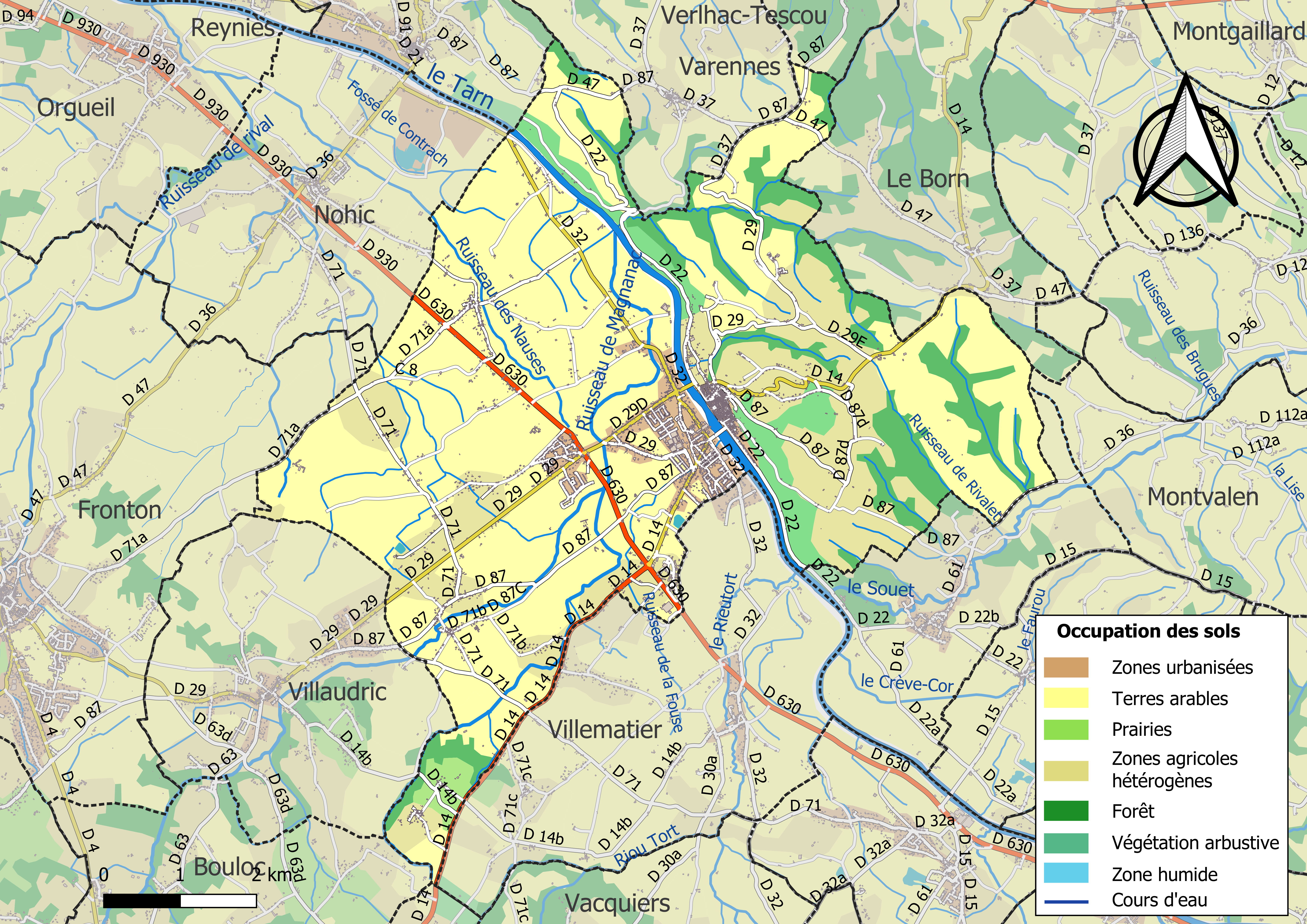
Kaart van de gemeente met belangrijkste infrastructuur, bodemgebruik en omliggende gemeenten

## Demografie
De figuur toont het verloop van het inwonertal (bron: INSEE-tellingen).